# IC 2620
IC 2620 ist eine Spiralgalaxie vom Hubble-Typ S? im Sternbild Großer Bär am Nordsternhimmel, die schätzungsweise 384 Millionen Lichtjahre von der Milchstraße entfernt ist.
Entdeckt wurde das Objekt am 22. März 1903 von Stéphane Javelle.